# Ramal de Aveiro-Mar
El Ramal de Aveiro-Mar fue un ferrocarril menor de la red portuguesa, localizada en Aveiro. Salía de la estación de vía estrecha del Ramal de Aveiro hasta el canal del Cojo, lugar de atraque de barcos. Era usado para llevar el pescado hasta la subasta de Aveiro.
Las únicas obras de ingeniería del ramal eran un puente de vigas (16 m) sobre la Línea del Norte, y un paso inferior (3 m) al final de este corto recorrido.

## Historia
Terminadas las obras de construcción de la Línea del Valle del Vouga y del Ramal de Aveiro, la Compañía Portuguesa para la Construcción y Explotación de Ferrocarriles requirió al Gobierno autorización para construir un ramal que saliese de la estación de vía estrecha del Ramal de Aveiro hacia el norte hasta el canal del Cojo, no muy lejos del Ramal del Canal de São Roque.
Esta autorización fue concedida en noviembre de 1915, pero hubo diversos contratiempos, entre ellos la Primera Guerra Mundial, que condicionaron el proyecto.
El contrato del 5 de febrero de 1907, para la construcción y explotación del Ramal de Aveiro y de la Línea del Vouga, fue modificado el 23 de agosto de 1918, alterando, entre otros puntos, la cesión de terrenos para la continuación de la línea, entre la Estación de Aveiro y el Canal del Cojo.
Un decreto del 15 de noviembre de 1926 concedió a la compañía la explotación de este ramal, para enlazar en el Ramal de Aveiro junto a su término en Aveiro — prolongándose hacia el noroeste hasta el Canal de São Roque, y girando después hacia el sur, hasta Cantanhede, pasando por Mira, Ílhavo y Vagos. Este proyecto, prolongado hasta Ançã (ya bien cerca de Coímbra), volvió a ser incluido en el Plan de 1930, pero fue finalmente abandonado, entrando el ramal en funcionamiento el 25 de octubre de 1932.
Más tarde comenzaron los trabajos de construcción de este tramo de 907 m, que fue abierto a la explotación el 25 de octubre de 1932.
El paisaje no era muy diferente del Ramal del Canal de São Roque, ya que simplemente el inicio estaba 50 m más al norte.
Los ingenieros de la Compañía llegaron a transformar una camioneta de carga en una “automotor de pescado”, que permitía llevar el pescado fresco de la subasta hasta las ciudades del interior, vía Ramal de Aveiro y Línea del Vouga.
Su utilización era limitada y el ramal se encuentra actualmente desactivado.